# Somatina irregularis
Somatina irregularis är en fjärilsart som beskrevs av W. Warren 1898. Somatina irregularis ingår i släktet Somatina och familjen mätare. Inga underarter finns listade i Catalogue of Life.